# إليزابيث من فالوا
     لشخصية أخرى تحمل اسم إليزابيث من فرنسا، طالع إليزابيث من فرنسا (توضيح).
إليزابيث من فرنسا (بالإسبانية: Isabel de Valois)‏ أو إليزابيث من فالوا (2 أبريل 1545 - 3 أكتوبر 1568) كانت الابنة الكبرى لهنري الثاني ملك فرنسا وكاثرين دي ميديشي وزوجة فيليب الثاني ملك إسبانيا.